# Trška Gora (Novo Mesto, Slovenija)
Trška Gora je naselje u slovenskoj Općini Novom Mestu. Trška Gora se nalazi u pokrajini Dolenjskoj i statističkoj regiji Jugoistočnoj Sloveniji. 

## Stanovništvo
Prema popisu stanovništva iz 2002. godine naselje je imalo 124 stanovnika.